# Баштанков
Башта́нков (укр. Баштанків) — село, относится к Кодымскому району Одесской области Украины.
Население по переписи 2001 года составляло 1425 человек. Почтовый индекс — 66010. Телефонный код — 4867. Занимает площадь 4,26 км².

## Местный совет
66010, Одесская обл., Кодымский р-н, с. Баштанков.